# 螳螂女
螳螂女（英語：Mantis）是超級英雄出現在漫威漫畫的美國漫畫。角色是復仇者聯盟之前的成員。 該角色在漫畫買家指南的“101最性感的女性漫畫”列表中排名第99。

## 其他媒體

### 電影
- 漫威電影宇宙：由龐·克萊門捷夫飾演螳螂女。
  - 《星際異攻隊2》（2017年）[2]
  - 《復仇者聯盟3：無限之戰》（2018年）
  - 《復仇者聯盟4：終局之戰》（2019年）
  - 《雷神索爾：愛與雷霆》（2022年）：客串
  - 《星際異攻隊3》（2023年）

### 劇集
- 漫威电影宇宙：由龐·克萊門捷夫回歸飾演螳螂女。
  - 《星際異攻隊 聖誕特別篇》（2022年）

### 動畫
- 《星際異攻隊（英语：Guardians of the Galaxy (TV series)）》：螳螂女由珍妮弗·海爾配音[3]。

### 電子遊戲
- 《MARVEL未來之戰》：手機遊戲，螳螂女為玩家可使用角色之一[4]。
- 《銀河守護隊：Telltale系列（英语：Guardians of the Galaxy: The Telltale Series）》：螳螂女由蘇瑪莉·蒙塔諾（英语：Sumalee Montano）配音。
- 《漫威超級戰爭》
- 《漫威星際異攻隊》
- 《漫威爭鋒》：由柯琳·奧肖內西（英语：Colleen O'Shaughnessey）配音。

### 遊樂設施
- 螳螂女出現在「銀河守護隊：使命突圍！（英语：Guardians of the Galaxy – Mission: Breakout!）」，並同由龐·克萊門捷夫飾演。

## 資料來源
1. ↑  Frankenhoff, Brent. . Krause Publications. 2011: 61. ISBN 1-4402-2988-0.
2. ↑  Lincoln, Ross. . Deadline Hollywood. 2015-10-29  [2015-10-29]. （原始内容存档于2015-10-29）.
3. ↑  Marvel Entertainment. . 2016-03-10  [2017-05-17]. （原始内容存档于2018-04-25） –YouTube.
4. ↑  .   [2017-05-15]. （原始内容存档于2019-08-23）.